# Charles Lemaire

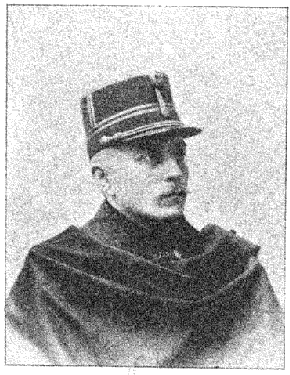
Charles Lemaire

Charles François Alexandre Lemaire (Cuesmes, 26 maart 1863 – Antwerpen, 21 januari 1926) was ontdekkingsreiziger in Centraal-Afrika en lag aan de basis van Esperanto in België.

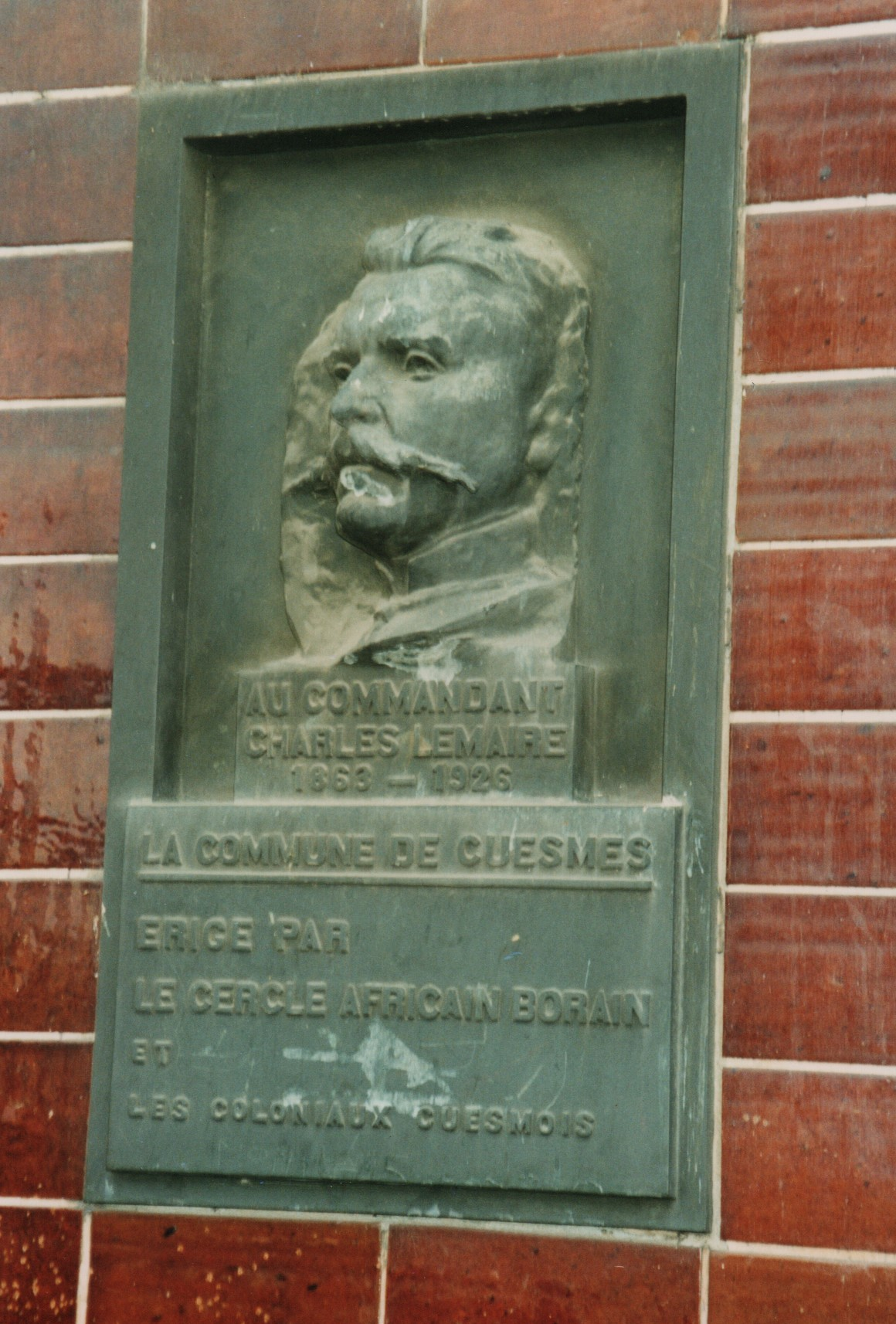
Gedenkplaat 'Au commandant Charles Lemaire', Cuesmes (Mons), 1997

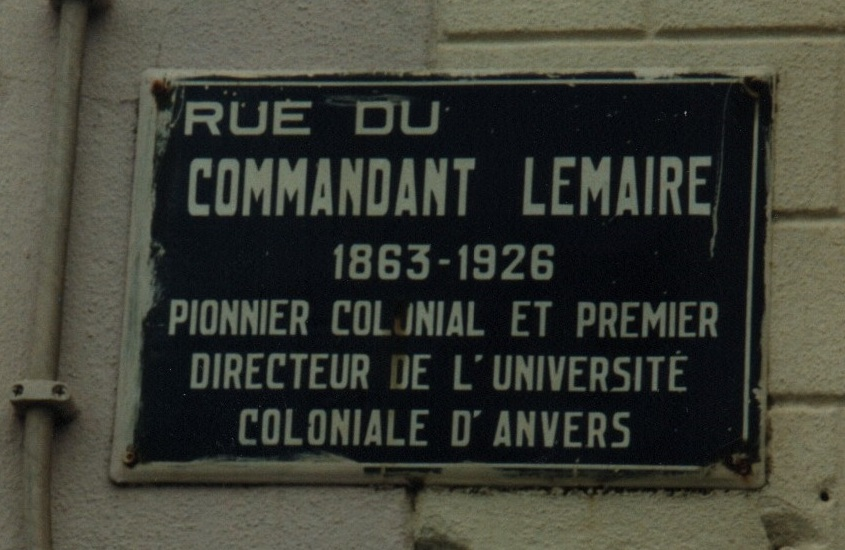
Straatnaambord 'Rue du Commandant Lemaire', Cuesmes (Mons), 1997

Tegen het einde van de 19e eeuw waren Europese ontdekkingsreizigers doorgedrongen tot diep in het Afrikaanse binnenland. Een van hen was de Belgische officier Charles Lemaire. Hij maakte zich niet alleen verdienstelijk door zijn ontdekkingsreizen en de gedetailleerde verslagen die hij erover schreef, maar ook als auteur van enkele interessante boeken en vooral als eerste directeur van de Koloniale Hogeschool van België die in Antwerpen bestond van 1920 tot 1962. Daarnaast was hij ook de eerste echte propagandist van het Esperanto in België.
Een goede bron om de mens Lemaire beter te leren kennen is zijn tweetalig boek Tra Mez-Afriko – A Travers l'Afrique centrale, in 1906 uitgegeven door de Brugse drukker-uitgever en esperantist Antoon Jozef Witteryck. Dit werk van 85 pagina's, rijk geïllustreerd met foto's, met parallelle teksten in het Frans (op de linkerpagina's) en het Esperanto (op de rechterpagina's) en een eveneens tweetalige inleiding door de Franse wetenschapper en generaal Hippolyte Sébert (1839-1930), is de gedrukte versie van de lezing die Lemaire in 1906 te Genève hield op het einde van het tweede Esperantowereldcongres. De lezing vond plaats in het Victoriasalon van het Wilson Palace en ook de bewoners van Genève waren erop uitgenodigd. In een tijd toen nog maar weinig Europeanen naar Afrika reisden (en dan nog vaak niet levend terugkeerden) en toen het publiek nog onder de indruk was van de gruwelverhalen over de reizen van Henry Morton Stanley, had deze lezing een grote weerklank, wat bijdroeg tot het succes van het boek en de faam van de auteur.
Het boek leert ons veel over het toenmalige Centraal-Afrika, over de mening van Lemaire over de Afrikanen, over de opinies die bij het Europese publiek toen leefden over het nog onbekende Afrika, enz. Het is duidelijk dat hij de Afrikanen bewonderde en dat hij het gedrag van vele Europeanen veroordeelde. Tegelijkertijd verdedigde hij de ontwikkelingspolitiek van kolonisatoren. Uit de beschrijvingen komt hij naar voor als een begripvol en sociaalvoelend persoon, met idealen maar ook met realiteitszin.

## Jeugd
Charles Lemaire werd op 26 januari 1863 geboren te Cuesmes, toen een klein mijnwerkersdorp in Wallonië. Hij verloor vroeg zijn ouders, maar een onderwijzer merkte zijn intelligentie op en zorgde ervoor dat hij middelbaar onderwijs kon volgen. Daar behaalde hij uitstekende resultaten. In die tijd was het leger zowat de enige carrièremogelijkheid voor een arme jongeman. Hij ging bijgevolg studeren aan de Militaire School en werd in 1883 onderluitenant. Hij had een grote belangstelling voor wiskunde, cartografie, geografie, landmeetkunde en meteorologie. Het lag dus voor de hand dat hij geïnteresseerd was in een loopbaan in de Kongo-Vrijstaat die de toenmalige Belgische koning Leopold II aan het uitbouwen was.

## Opdracht in het Kristalgebergte
In november 1889 vertrok Lemaire voor het eerst naar Congo. Hij moest uitzoeken wat de beste verbinding was door de bergen tussen Matadi (de laatste bereikbare plaats vanaf de monding van de Kongostroom) en het Stanleymeer, waar de stroom opnieuw bevaarbaar was. Daartussen ligt het Kristalgebergte, met 32 watervallen, de Livingstonewatervallen. Om het binnenland te bereiken moest men toen 400 kilometer te voet afleggen van Matadi naar Leopoldstad, langs kleine weggetjes, van dorp tot dorp. Voor het transport van de bagage moest men een beroep doen op dragers, die bereid waren dit te doen tegen betaling, maar waarvan de discipline soms te wensen overliet. Ook motoren en andere onderdelen voor de bouw van de schepen in het binnenland moesten op deze wijze vervoerd worden. De gebruikelijke lastdieren waren niet bestand tegen het klimaat. Er was dus dringend behoefte aan behoorlijke wegen met enkele rustplaatsen, betrouwbare ploegen van dragers en beveiliging.
Dankzij zijn kennis van landmeten en zijn talent om de bevolking te bewegen tot werken en meewerken, kon Lemaire in minder dan een jaar een bruikbare weg door de bergen aanleggen en zo het transport vlotter laten verlopen.

## De jonge districtscommissaris

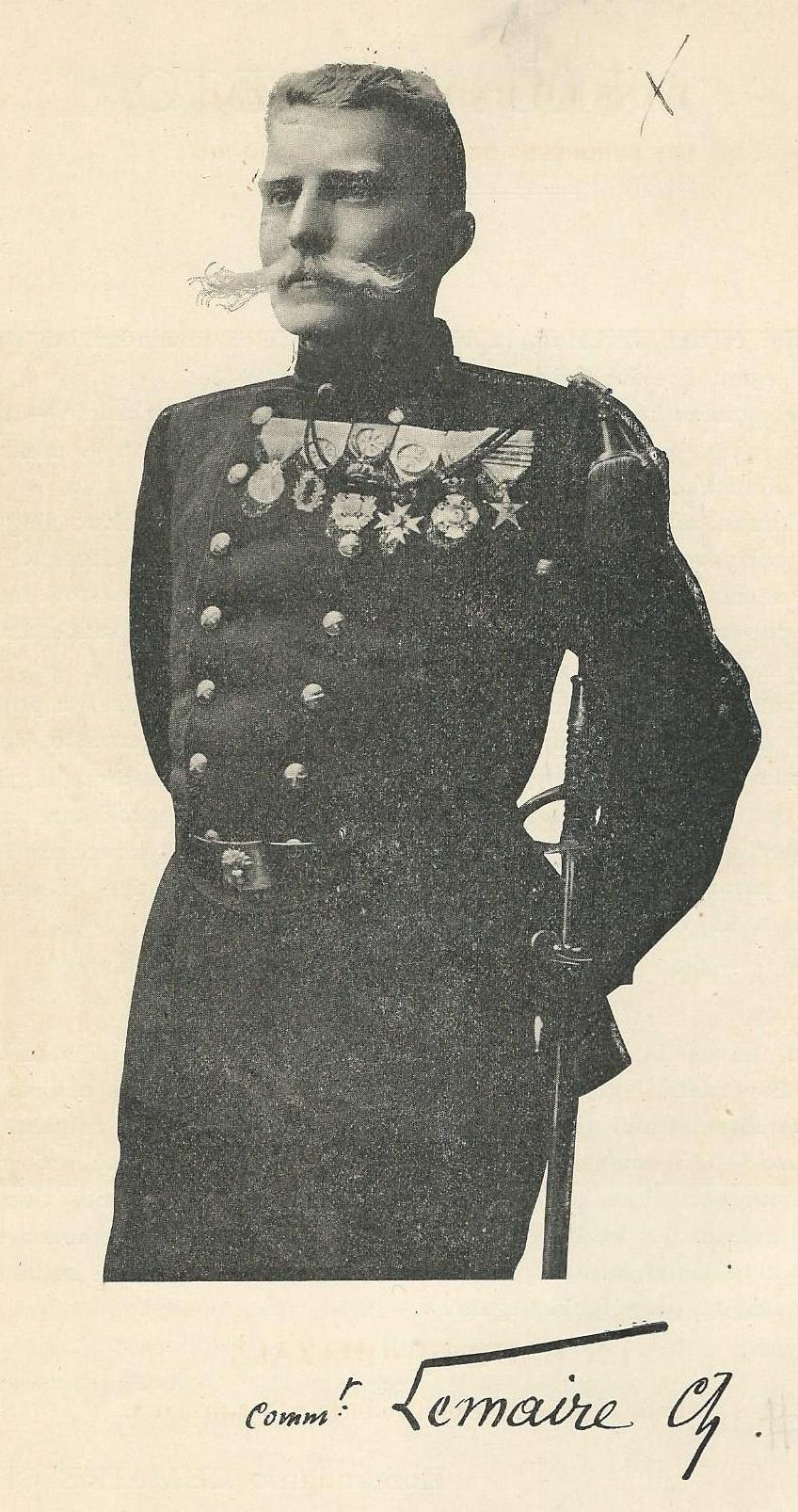
Foto in het boek Tra Mez-Afriko.

Dit goede resultaat bleef niet onopgemerkt. In 1890 werd de 27-jarige Lemaire commissaris van het administratieve district Equateur, een gebied dat twaalf keer zo groot was als België, en hij vestigde zich in Equateurville (later Coquilhatville genoemd, nu Mbandaka), bij de monding van de Ubangi, net op de evenaar. Als ambitieuze jonge officier regeerde hij er met ijzeren hand, iets waarover hij zich later schaamde.
Lemaire had al vroeg interesse voor talen en omdat hij merkte dat de plaatselijke Europeanen (overigens meestal geen Belgen) zich moeilijk konden verstaanbaar maken in de inlandse talen, maakte hij lijsten met standaardzinnen. Hij deed dit in zes belangrijke inheemse talen (waaronder Swahili en Lingala) en in het Frans en het Engels. Na zijn terugkeer in België gaf hij deze zinnen uit in boekvorm. Het werd een groot succes en gedurende tientallen jaren werden ze herdrukt. Alle nieuw aangekomenen in Congo maakten er gebruik van.
Op een dag werd Lemaire betrokken in een twist en hij kreeg een kogel in het been. Het enige hospitaal bevond zich in Boma, bij de oceaan. Hij moest dus, met een beenwonde, eerst per schip naar Kinshasa reizen, vandaar langs de door hem aangelegde weg naar Matadi en ten slotte naar Boma. Daar werd hij geopereerd en bleef nog een hele tijd in het hospitaal. Zo eindigde eind 1894 zijn eerste verblijf in Congo.

## Terug in België
Zijn geopereerd been belette Lemaire lange tijd om terug aan het werk te gaan in Congo. Toch had men zijn kennis over de geografie van de bergen tussen Matadi en Leopoldstad dringend nodig, want Stanley had Leopold II ervan kunnen overtuigen dat de bouw van een spoorlijn tussen beide steden absoluut noodzakelijk was om het binnenland goed te kunnen bereiken. Daarom hielp Lemaire in 1894-1895 enkele maanden bij de bouwwerken. De rest van zijn tijd bracht hij in België door met sociaal werk, onder meer ten behoeve van arme kinderen en met plannen voor een rusthuis voor teruggekeerde koloniale ambtenaren.
In 1897 vond in Brussel de wereldtentoonstelling plaats. Lemaire werd secretaris-generaal van het organisatiecomité. Leopold II wilde van de gelegenheid gebruikmaken om 'zijn' Congo te tonen aan het kritisch publiek. Daarom liet hij in Tervuren (15 km buiten Brussel) een afzonderlijk Congopaviljoen oprichten. Er was ook een volledig dorp met ongeveer 300 Congolezen, waaronder ook pygmeeën. Lemaire kreeg de opdracht deze mensen naar België te laten komen en hij slaagde er ook in. Met spijt moest hij echter vaststellen dat velen het West-Europese klimaat, zelfs in de zomer, zeer slecht verdroegen en dat zij verteerd werden door heimwee.
De voorbereidingen van de wereldtentoonstelling waren nog maar pas achter de rug, toen Leopold hem een andere taak opdroeg: de reis voorbereiden van een groep ontdekkingsreizigers die onder leiding van Adrien de Gerlache naar Antarctica zou reizen met de Belgica. Toen dit in orde gebracht was, kwam de koning met een nieuwe opdracht. Hij had een ambitieus plan: een betere weg vinden tussen het zuiden van de Congo-Vrijstaat en Oost-Afrika. In 1897, tijdens de voorbereiding van deze expeditie, die eerst door een Portugese (Mozambique) en dan door een Britse kolonie (Rhodesië) zou trekken, door het gebied van veel Afrikaanse volkeren met evenveel talen, vernam Lemaire dat in Frankrijk propaganda gemaakt werd voor een gemakkelijk te leren internationale taal. Hij bestelde het leerboek en was meteen gewonnen voor het idee.

## Esperanto
Het was een brochure geschreven door een zekere (Beaufront). Hij bestudeerde de tekst en schreef dezelfde avond al een brief in het Esperanto aan Beaufront. Er kwam snel een antwoord dat perfect verstaanbaar was en dat overtuigde Lemaire van de waarde van het Esperanto. Hij was bestuurslid van de Cercle Polyglotte en in december 1897 hield hij er een lezing over deze wonderbare taal. Hij was ook beheerder van een nieuwe liberale Brusselse krant, Le Petit Bleu, en slaagde erin de tekst van zijn lezing te laten drukken (in acht afleveringen, van 17 december 1897 tot 1 januari 1898). Later verscheen de tekst ook als brochure, met de titel L'Espéranto, solution triomphante du probléme de la langue universelle. Hij kon van invloedrijke personen, onder meer Solvay en Lambert, financiële steun loskrijgen om de brochure te verspreiden in universiteiten en bibliotheken. Hij kreeg ook gedaan dat Le Petit Bleu elke week een tekst parallel in Esperanto en Frans publiceerde. Toen hij in april 1898, als kapitein, met vier begeleiders terug naar Afrika vertrok, liet hij in België de kiem van een Esperantobeweging achter. Tijdens de volgende jaren speelde hij een belangrijke rol bij de oprichting van de Belga Ligo Esperantista (BLE). Naar aanleiding van het Idoschisma koos hij de zijde van de hervormers. Als gevolg hiervan nam hij tijdens de algemene vergadering van BLE te Brussel 20 september 1908 ontslag als voorzitter en verliet de Esperantobeweging.

## Resultaten van de Afrika-expeditie
500 dagen na het ontschepen op 25 mei 1898 aan de Oost-Afrikaanse kust in Mozambique bereikte de expeditie de West-Afrikaanse kust. Zij had drie van haar vijf leden onderweg verloren. Er was 3000 km afgelegd, meestal te voet. Van honderden plaatsen had Lemaire temperatuurgegevens, de juiste geografische locatie en basisinformatie over de vegetatie. Hij had exact vastgelegd waar zich de grens bevond tussen het bekken van de Zambezi en de Congo (de zijrivier Lualaba). Deze grens was belangrijk, want er was overeengekomen dat ze de scheiding zou vormen tussen de Congo-Vrijstaat en Brits Rhodesië.

## Opnieuw in België
Na zijn terugkeer in Europa in 1902 besteedde Lemaire zijn tijd aan het opstellen van verslagen, lezingen aan universiteiten en wetenschappelijke instellingen, projecteren van de interessantste foto's van zijn reizen en het schrijven van boeken. Hij stak ook veel tijd in het activeren van de sluimerende Esperantobeweging door buitenlandse sprekers uit te nodigen, bij hooggeplaatste kennissen te pleiten en propaganda te voeren in belangrijke tentoonstellingen. Hij lanceerde op eigen kosten het tijdschrift Belga Sonorilo.

## De noordelijke expeditie
Maar Leopold II had Lemaire opnieuw nodig voor een expeditie. Officieel ging het over de etnologie, dieren en planten van het noordoosten van Congo. Het echte doel was de actieve aanwezigheid van ambtenaren van de Congo-Vrijstaat in een betwist gebied, Bahr-el-Ghazal. Lemaire vertrok eind 1902 met meerdere Belgische ambtenaren. Een deel van zijn observaties gebruikte hij voor zijn lezing in Genève in 1906: de mooie Azandevrouwen, maar ook de Azandeprins wiens handen afgehakt waren omdat hij zich ingelaten had met de echtgenotes van zijn vader.
Hij verbleef meer dan drie jaar in de streek. Begin 1906 keerde de expeditie terug naar België, langs de Nijl, door Soedan en Egypte. Er volgde een nieuwe periode van verslagen, lezingen en Esperantoactiviteiten. Van toen dateert zijn – voor die tijd ophefmakende – zin: "... negers zijn mensen die alle kenmerken van de mensheid bezitten, dus ook de rechten en de plichten."

## De expeditie die niet plaatsvond
In januari 1907 zou een nieuwe expeditie vertrekken, naar dezelfde betwiste gebieden, om de vermeende rechten van Leopold II veilig te stellen. De koning wenste dat de Congo-Vrijstaat (die hij weldra zou overdragen aan België) een doorgang naar de Nijl zou hebben. Ondertussen zocht de diplomatie andere uitwegen, wat leidde tot gesprekken in Londen tussen Frankrijk en Groot-Brittannië. De wereldopinie was toen sterk contra-Leopold. De foto's (niet alleen die van Lemaire) over afgehakte handen, de verhalen over wreedheden gepleegd door ambtenaren, het rapport Casement waarin gewezen werd op het uitblijven van betere levensomstandigheden voor de inlandse bevolking van deze privéstaat van Leopold II, maakten een akkoord over een doorgang naar de Nijl volledig onmogelijk. Een diplomatieke oplossing vermeed gezichtsverlies, maar al bij al was het resultaat voor de Belgische koning nihil. Toen Leopold zijn nederlaag vernam, kreeg hij een van de woedeaanvallen waarvoor hij op hoge leeftijd berucht was. Hij ontsloeg of degradeerde zijn afgevaardigden en eiste disciplinaire sancties tegen al wie op een of andere wijze bij de mislukking betrokken was. Lemaire was daar ook het slachtoffer van. De expeditie werd twee dagen voor de geplande vertrekdatum geannuleerd. Tegelijk dook een nog onbekend rapport op waarin Lemaire ervan beschuldigd werd de voorschriften van het leger niet na te leven.
Als gevolg hiervan besloot de 44-jarige Lemaire zijn pensioen aan te vragen. Hij trok zich terug op een domein in de omgeving van Spa en had tijd te over om zich bezig te houden met studeren en schrijven. In het begin schreef hij nog veel krantenartikelen over Congo, later niet meer. Onder invloed van enkele Fransen liet hij zich overhalen om mee te werken aan een hervormingsproject van het Esperanto, dat eind 1907 tot het Ido zou leiden. Hij stelde na een tijd vast dat dit project op niets uitliep en raakte ook op dat vlak volledig geïsoleerd.

## Eerherstel
In 1919 wilde de Belgische regering eindelijk realiseren wat al gepland was bij de overname van de Congo-Vrijstaat in 1908 en waarvoor Lemaire jarenlang gepleit had: een koloniale hogeschool waar toekomstige beheerders van Belgisch Congo degelijk zouden opgeleid worden. Om een dergelijke school te leiden had men iemand nodig met kennis en ervaring. Niemand verdiende de functie meer dan de toen al 57-jarige Lemaire. In deze Koloniale Hogeschool van België doceerde hij zelf twee vakken: cartografie en deontologie. In 1923 werd het nieuwe gebouw ingehuldigd (dat nog altijd bestaat, nu als onderdeel van de Universiteit Antwerpen. Lemaire, toen kolonel, overleed onverwacht in de nacht van 20 op 21 januari 1926. Hij werd opgevolgd door luitenant Laude.

## Publicaties

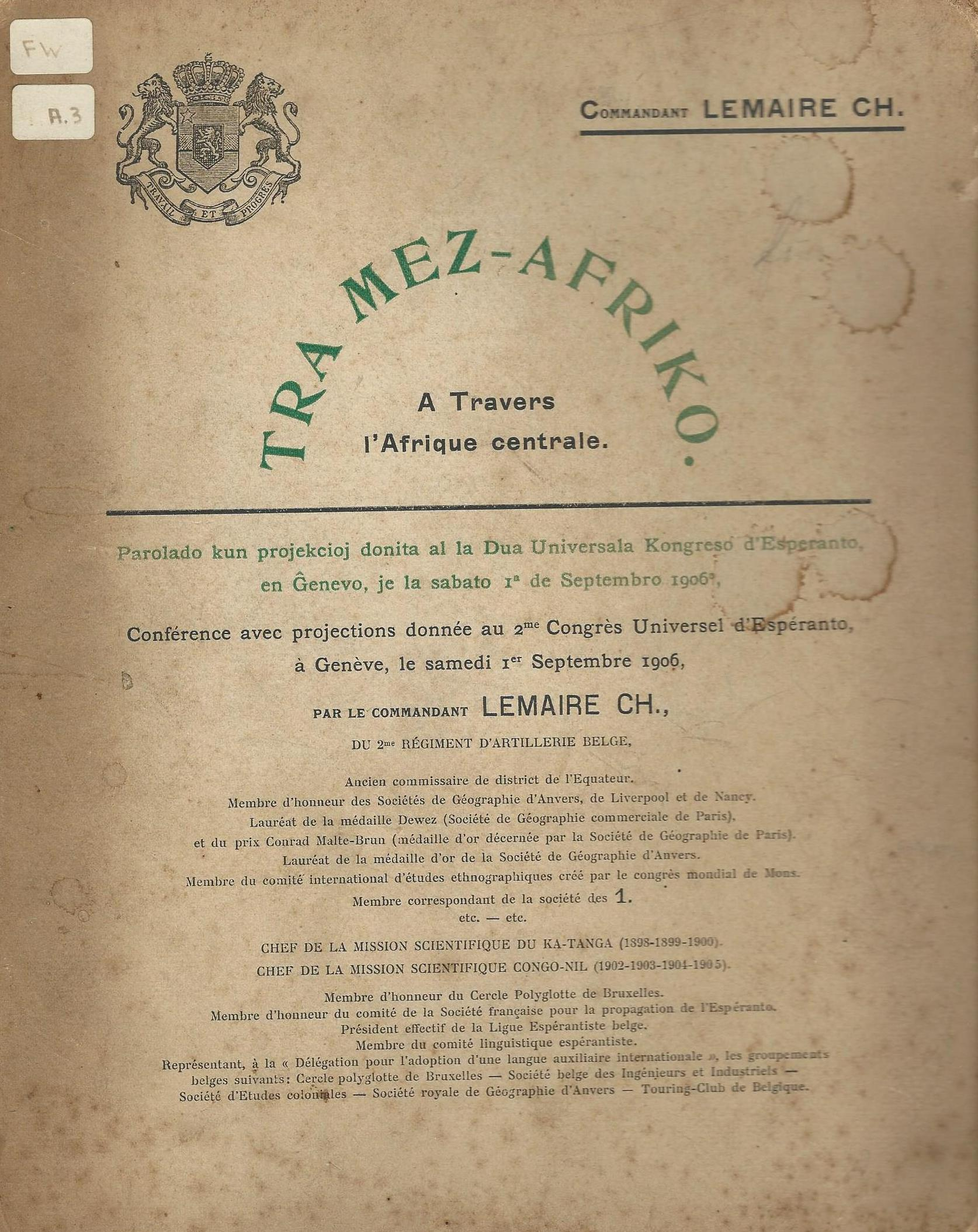
Lemaire, Charles 1906 : Tra Mez-Afriko, Witteryck, Brugge, 85 p.

Lemaire heeft veel geschreven, maar zijn werken zijn thans moeilijk te raadplegen. Een deel bevindt zich in de Koninklijke Bibliotheek te Brussel (B); een deel wordt geleidelijk gedigitaliseerd en kan gevonden worden op Europeana (E). Hierna een (niet-volledig) overzicht.
- 1894 Congo – Vocabulaire pratique français-anglais-zanzibarite(swahili)-fiote-kibangi... (B)
- 1894 Congo et Belgique (à propos de l'Exposition d'Anvers) (E)
- 1894 Congo: district de l'Equateur: station d'Equateurville, observations météorologiques faites du 15 avril 1891 au décembre 1892
- 1895 Au Congo: comment les noirs travaillent (E)
- 1897 Voyage au Congo (E)
- 1897 Africaines – Contribution à l'histoire de la femme en Afrique (coauteur Gustave Dryepondt) (B)
- 1898 L'Espéranto. Solution triomphante du problème de la Langue Universelle (G)
- 1900 Mission scientifique du Ka-Tanga. Tableau aquarelles (coauteur Léon Dardenne)
- 1901 Mission scientifique du Ka-Tanga (3 vol.) (E)
- 1902 The sources of the Congo: Liverpool: Tinling (Bibliotheksverbund Bayern)
- 1902 Mission scientifique du Ka-Tanga: Journal de route section Moliro, M'pwéto, Ka-Béça, Lofoï, Chutes Ki-Oubo. Préface d'Elisée Reclus. tableaux, aquarelles et dessins de Leon Dardenne. photographies de Franz Michel. Bruxelles: Wessenbruch (Bibliotheksservice – Zentrum Baden – Württemberg)
- 1906 Tra Mez-Afriko – A Travers l'Afrique centrale
- Pour le barrage de la Hoègne (Spa?) (B)
- 1921 Au Congo: pour lutter contre la vie chère par l'utilisation des ressources indigènes (B)
- 1953 Journal de route de Charles Lemaire: reconnaissance menée aux sources du Yé-Yi (avril-mai 1903) / avec av.-pr. de Th. Heyse (Gembloux: Duculot)

Publicaties over Charles Lemaire:
- A. Thuriaux-Hennebert Inventaire papiers Charles Lemaire Capitaine-Commandant (1863-1925) Tervuren: Koninklijk museum voor Midden-Afrika, 1968
- Goedele de Roo Charles Lemaire in dienst van de Nijlpolitiek van Leopold II (2006) (Licentiaatsverhandeling Universiteit Gent)
- Belgique, Congo, Rwanda et Burundi. Guides des sources de l'histoire de la colonisation, Bruxelles, Archives de l’État – MRAC, 2021, met o.m. een korte biografie van Lemaire op p. 508-509

## Referentie
1. ↑  Belga Esperantisto, juli 1909, p. 198 (verslag van de vergadering voorgelezen tijdens het eerste Belgisch Esperanto-Congres in Verviers, 27-28 juni 1909).
2. ↑  [Gazet van Antwerpen, 13 en 15.2.1926.